# ワイルク

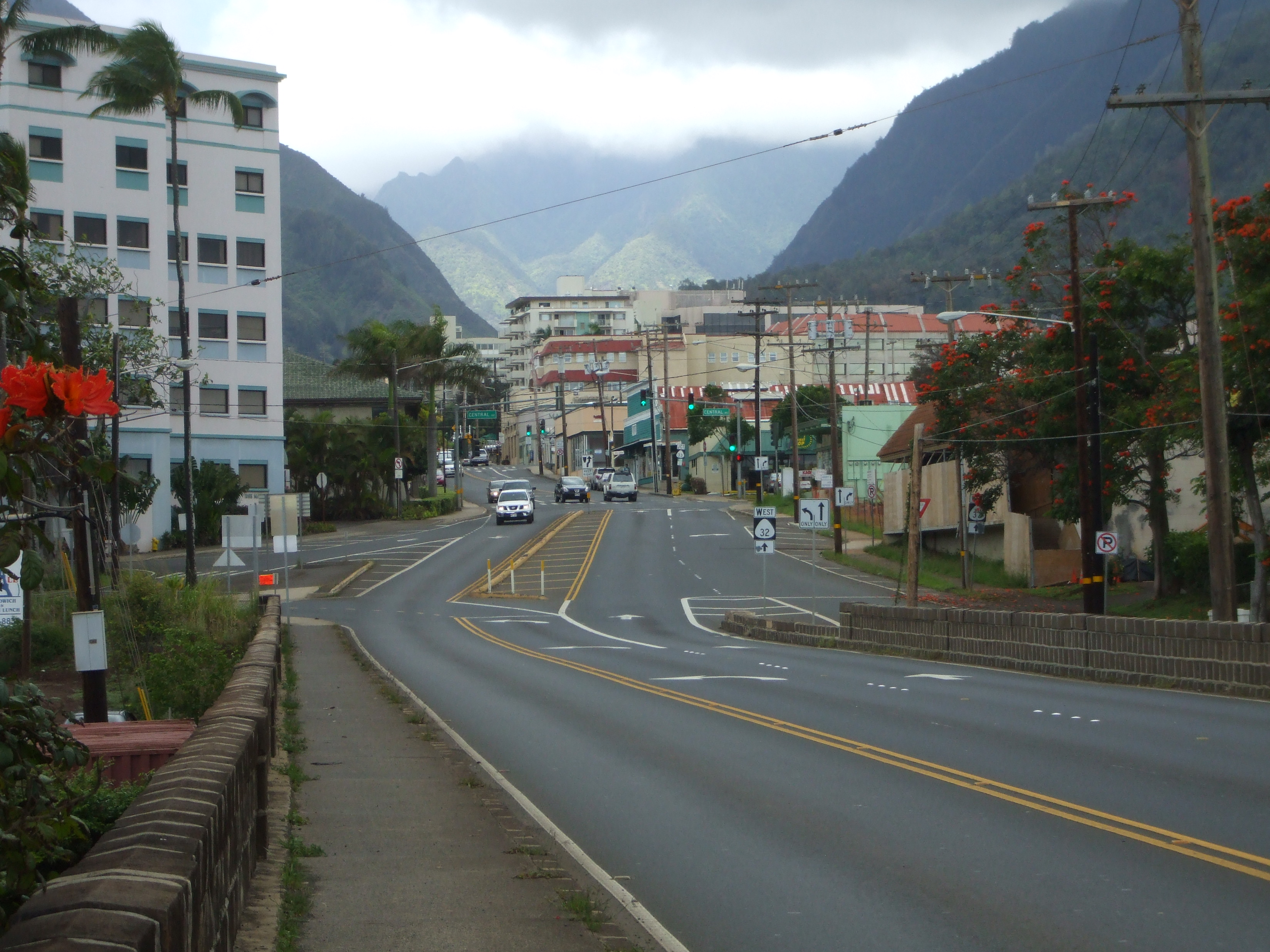
Wai'ale Drive橋からワイルクの町とイオア渓谷方面を見る

ワイルク（英語: Wailuku）はアメリカ合衆国ハワイ州マウイ郡マウイ島の中央部北にある町で、ここマウイ郡（マウイ島、ラナイ島、モロカイ島）の郡庁がある。カフルイ空港・カフルイからは西へ数キロメートルの所である。

## 概要
ワイルク（Wailuku）はアメリカ合衆国ハワイ州マウイ郡マウイ島の中央部北にある町で、カフルイ空港・カフルイからは西へ数キロメートルの所にある。
ここにマウイ郡（マウイ島、ラナイ島、モロカイ島）の郡庁北緯20度53分31秒 西経156度30分8秒 / 北緯20.89194度 西経156.50222度がある。町中をイアオ渓谷（Iao Valley）から出る小川（Ioa Stream）が流れていて、この渓谷（アメリカ合衆国国立自然ランドマーク）では1790年にケパニワイの戦い（Battle of Kepaniwai）があり、ハワイ島のカメハメハ大王がカラパニクプレ王（Kalanikūpule）に勝利してモロカイ島を征服し、その後のハワイ全島統一へ向かった歴史的な場所である。
ワイルクは歴史前から権力と人口の中心であった。しかし1800年代以降、ニューイングランドの宣教師たちが西洋の宗教がもたらし、西洋式の農業が始まると大いに変わった。特に1860年代にC・ブリュワー社（C. Brewer & Co.）のワイルク砂糖きび工場やその他のプランテーションでサトウキビが栽培された。ワイルクの平野に沢山の水路が開鑿されて、砂糖きび産業が栄えた。
その間、何千もの労働者が中国、日本、朝鮮、フィリピン、ヨーロッパ、アメリカからも来て、様々な文化をもたらしている。
国勢調査指定地域「ワイルク」に依ると、ワイルクの面積は936.4平方キロメートルで、人口は12,296人、所帯数は4,535、家族数は3,015であった（2000年）。人種構成はアジア人 42.08％、二種以上の混血26.28％、ハワイ人および太平洋諸島人11.70％、白人, 8.16％などであった。
ワイルクの新聞には「マウイ・ニューズ」（The Maui News）がある。

## 観光
町中にはカアフマヌ教会（Kaahumanu Church）、ワイルク・シビック・センター歴史地区（Wailuku Civic Center Historic District）、致公會舘（Chee Kung Tong Society Building）、ベイリーハウス博物館（Bailey House Museum）などがある。イアオ川の河口近くの高台にはヘレキイ・ピハナ・ヘイアウ（Haleki'i-Pihana Heiau State Monument）がある。
ワイルクからはカフルイ経由で州道36号線へ出て、ハレアカラ山の観光ができる。また、ハワイ州道30号線（Honoapiilani Highway）が南方へ出ていて、島の南海岸のマアラエア（港と水族館がある）経由で時計回りに行き、島の西海岸の歴史的な町、ラハイナへ行くことができる。
マウイ郡は2005年から「ワイルク再生」（Revitalize Wailuku）町おこしプログラムを行なっていて、毎月第一金曜日は町の中心地を歩行者天国にして、様々な行事を行っている。

## 交通
カフルイの町からは州道32号線で、カフルイ空港からは州道380号線へ入ってすぐ州道32号線でワイルクへ到達できる。街の北にはカフルイ港もある。町中を公共バスが走っている。

## 参照項目
- ハワイ州の経済